# 高野一夫
高野 一夫（たかの かずお、1900年（明治33年）2月25日 - 1980年（昭和55年）2月23日）は、日本の薬学者、政治家。参議院議員（2期）、薬学博士。

## 経歴
鹿児島県出身。1924年（大正13年）東京帝国大学医学部薬学科を卒業した。
満洲稲畑産業専務、海南薬品工業社長、高野薬品社長、九州大学講師、徳島大学講師などを務めた。
1953年（昭和28年）4月の第3回参議院議員通常選挙に全国区から自由党所属で出馬して当選。第5回通常選挙でも当選し、参議院議員を連続2期務めた。この間、社会保障制度審議会委員、自由民主党副幹事長、同国会対策副委員長、同政務調査会副会長、同両院議員総会副会長、同参議院政策審議会副会長、同鹿児島県連会長、参議院決算委員長、同社会労働委員長、同地方行政委員長などを務めた。
その他、日本薬剤師会会長に在任（6期）した。
1970年（昭和45年）春の叙勲で勲二等旭日重光章受章。
1980年2月、心不全により鎌倉市の自宅で死去した。死没日をもって正四位に叙される。